# بیمارستان بوعلی (زاهدان)
بیمارستان بوعلی بیمارستانی است درمانی واقع در شهر زاهدان، استان سیستان و بلوچستان وابسته به دانشگاه علوم پزشکی زاهدان که از آن به عنوان اولین بیمارستان شهر زاهدان نام می برند‌.